# مینی مدرن فیسک
مینی مَدِرن فیسک (انگلیسی: Minnie Maddern Fiske؛ ۱۹ دسامبر ۱۸۶۵ – ۱۵ فوریهٔ ۱۹۳۲) که اغلب با نام خانم فیسک شناخته می‌شد، نمایشنامه‌نویس و بازیگر تئاتر و سینمای اهل ایالات متحده آمریکا بود.
هنرنمایی‌های وی در برخی نمایش‌نامه‌های هنریک ایبسن، این نمایش‌نامه‌نویس نروژی را به مخاطبان آمریکایی شناساند. دست‌نوشته‌ها و مقاله‌های او پس از مرگ به کتابخانه کنگره اهدا شد. در جریان جنگ جهانی دوم یک کشتی لیبرتی در پاناما سیتی، فلوریدا و به افتخار او نامگذاری شد.